# Mistrovství světa v judu 1985
XIII. mistrovství světa se konalo v Čamsil Arena v Soulu ve dnech 26.-29. září 1985.
- seznam účastníků

## Program
- ČTV - 26.09.1985 - těžká váha (+95 kg)
- ČTV - 26.09.1985 - polotěžká váha (−95 kg)
- PAT - 27.09.1985 - střední váha (−86 kg)
- PAT - 27.09.1985 - polostřední váha (−78 kg)
- SOB - 28.09.1985 - lehká váha (−71 kg)
- SOB - 28.09.1985 - pololehká váha (−65 kg)
- NED - 29.09.1985 - supelehká váha (−60 kg)
- NED - 29.09.1985 - bez rozdílu vah

## Výsledky
| Kategorie | Podrobně | Zlato                    | Stříbro                | Bronz                     | Bronz                      |
| --------- | -------- | ------------------------ | ---------------------- | ------------------------- | -------------------------- |
| −60 kg    | podrobně | Šindži Hosokawa (JPN)    | Peter Jupke (FRG)      | Tamás Bujkó (HUN)         | Chazret Tleceri (URS)RUS   |
| −65 kg    | podrobně | Jurij Sokolov (URS)RUS   | I Kjong-kun (KOR)      | Jošijuki Macuoka (JPN)    | Stefen Gawthorpe (GBR)     |
| −71 kg    | podrobně | An Pjong-kun (KOR)       | Mike Swain (USA)       | Wiesław Błach (POL)       | Steffen Stranz (FRG)       |
| −78 kg    | podrobně | Nobutoši Hikage (JPN)    | Torsten Oehmigen (GDR) | Neil Adams (GBR)          | Vladimir Šestakov (URS)RUS |
| −86 kg    | podrobně | Peter Seisenbacher (AUT) | Georgi Petrov (BUL)    | Vitalij Pesňak (URS)BLR   | Fabien Canu (FRA)          |
| −95 kg    | podrobně | Hitoši Sugai (JPN)       | Ha Hjong-ču (KOR)      | Günther Neureuther (FRG)  | Robert Van de Walle (BEL)  |
| +95 kg    | podrobně | Čo Jong-čchol (KOR)      | Hitoši Saitó (JPN)     | Grigorij Veričev (URS)RUS | Dimitar Zaprjanov (BUL)    |